# باي داي 2
باي داي 2 (بالإنجليزية: Payday 2)‏ هي لعبة فيديو تعاونية من نوع تصويب منظور الشخص الأول، صدرت في عام 2013، وهي متوفرة على أجهزة مايكروسوفت ويندوز وبلاي ستيشن 3 وبلاي ستيشن 4 وإكس بوكس 360 وإكس بوكس ون. اللعبة من تطوير أوفر كيل سوفتوير ونشر 505 جيمز. اللعبة تتكون من مجموعة متنوعة من المهمات مثل السطو على بنك، تهريب المخدرات وتزوير الانتخابات. يمكن للاعب تنفيذ المهمات وحده أو عبر الإنترنت مع ثلاثة أشخاص آخرين بحد أقصى.